# Claudio Lafarga
Claudio Lafarga (ur. 25 lipca 1979 w Meksyku) – meksykański aktor telewizyjny, teatralny i filmowy.

## Życiorys

### Wczesne lata
Ukończył studia na wydziale komunikacji Universidad Iberoamericana (2001) i na wydziale aktorskim Escuela Nacional de Arte Teatral (2007).

### Kariera
W 2006 roku zadebiutował na ekranie w filmie krótkometrażowym Jesteśmy wszędzie (Estamos por todos lados). W latach 2010–2012 występował w Compañía Nacional de Teatro, m.in. w dramacie szekspirowskim Henryk IV prezentowanym z powodzeniem w maju 2012 na scenie Globe Theatre w Londynie. Na szklanym ekranie po raz pierwszy zwrócił na siebie uwagę w roli Adriána Camposa we wszystkich trzech sezonach serialu sci-fi kanału Once TV XY (2009-2012), za którą w 2011 roku zdobył nominację do nagrody Złotej Nimfy dla najlepszego aktora w serialu dramatycznym na 51. Festiwalu Telewizyjnym w Monte Carlo (Festival de Télévision de Monte-Carlo). W 2013 roku na deskach Teatro Helénico w Meksyku zagrał u boku Juana Ríosa w spektaklu Normalne serce (Un Corazón Normal), który dotyka tematyki homoseksualnych ofiar HIV.
W telenoweli Telemundo Los Miserables (2014-2015) z udziałem Aracely Arámbuli, Erika Haysera i Aaróna Díaza wystąpił w roli lekarza Gonzalo Mallorcy. W telenoweli Azteca Caminos de Guanajuato (2015) odtwarzał postać impulsywnego i irracjonalnego Rivero, który kocha swoich rodziców i siostrę, ale uwielbia imprezować z przyjaciółmi i ma problem z alkoholem i narkotykami. Powrócił na scenę Teatro La Capilla w inscenizacji Klasa (La clase) współczesnego dramatopisarza chilijskiego Guillermo Calderóna.

## Filmografia

### Filmy fabularne
- 2009: 2033 jako Pablo
- 2011: Viernes de Ánimas: El camino de las flores jako Hugo
- 2014: Alicja w świecie Marii (Alicia en el pais de Maria) jako Tonatiuh

### Seriale TV
- 2009-2012: XY. La revista[15] jako Adrián Campos
- 2010: Kapadocja (Capadocia) jako Miguel Aguilar
- 2013: Hombre tenías que ser jako Leopoldo 'Polito' Beltrán
- 2014-2015: Los Miserables jako Dr Gonzalo Mallorca
- 2015: Caminos de Guanajuato jako Darío Rivero